# 155-мм пушка M1/M2/M59
155-мм орудие M1/M2 (позже M59), широко известное под прозвищем «Долговязый Том» («Long Tom») — полевая пушка, использовавшаяся вооружёнными силами США во время Второй мировой и Корейской войн. «Долговязый Том» заменил в войсках устаревшие к тому времени французские 155-мм пушки Фийю образца 1917 года.

## История создания и технические особенности
Вступив в Первую мировую войну, армия США ощутила нехватку тяжёлой артиллерии. Для решения этой проблемы, были приняты на вооружение некоторые образцы зарубежных крупнокалиберных артиллерийских систем, в том числе и 155-мм пушка Фийю образца 1917 года. После войны в США началась усовершенствование уже имеющейся и разработка собственной тяжёлой артиллерии, однако многие проекты, созданные в 1920-х и 1930-х гг. были заморожены в виду недостаточного финансирования. Наконец, в 1938 г. на вооружение было принято 155-мм орудие M1 на лафете «Carriage M1».
Точное количество произведенных орудий неизвестно. К началу Второй Мировой войны на вооружении состояло 65 пушек М1. Известные статистические данные начинаются с июля 1940 года. Согласно им, первая пушка была сдана в октябре 1940, а последние 17 орудий сделали в июне 1945 года. Всего же за этот период выпустили 1882 пушки (2-е полугодие 1940 — 3, 1941 — 62, 1942—439, 1943—598, 1944—526, 1945—254). Таким образом можно говорить о не более 2000 построенных пушках. Пик производства пришелся на апрель 1943 года — 81 пушка.
Ствол нового орудия, внешне напоминавший ствол пушки Фийю, был оснащён механизмом заряжения Осбери. Новый лафет с раздвижными станинами имел 4 колеса, на каждом из которых устанавливалось 2 пневматические шины. Колеса могли быть подняты для установки орудия на платформу, что придавало орудию дополнительную устойчивость, а следовательно и точность.
Орудие имело кратковременную скорострельность до 2 выстрелов в минуту (первые 4 минуты) и долговременную 40 выстрелов в час.
Орудие буксировалось со скоростью до 19-20 км/ч гусеничными тягачами и 40 км/ч колесными.
Перед буксировкой ствол отделялся от противооткатных устройств и оттягивался на лафете назад.

## Боевое применение
В первый раз «Долговязый Том» был использован в бою 24 декабря 1942 г. во время Североафриканской кампании в составе батареи «А» 36-го дивизиона полевой артиллерии. В дальнейшем орудием были оснащены около 49 дивизионов, включая 40, воевавших на европейском театре военных действий и 7 — на тихоокеанском.
Первоначально в качестве тягача для орудия обычно использовался грузовик Mack NO 6x6 7½ ton, в 1943 г. он был заменён тягачом M4.
Находясь на вооружении гоминьдановской армии, несмотря на в два раза большую массу, имела на 3,5 километра меньшую дальность и проигрывала в артиллерийской дуэли в Тайваньском проливе в конце 50-х годов советской пушке М-46.
В ходе Шестидневной войны иорданские орудия «Лонг Том» обстреливали израильские города Тель-Авива и Кфар Сабу.

## Модификации

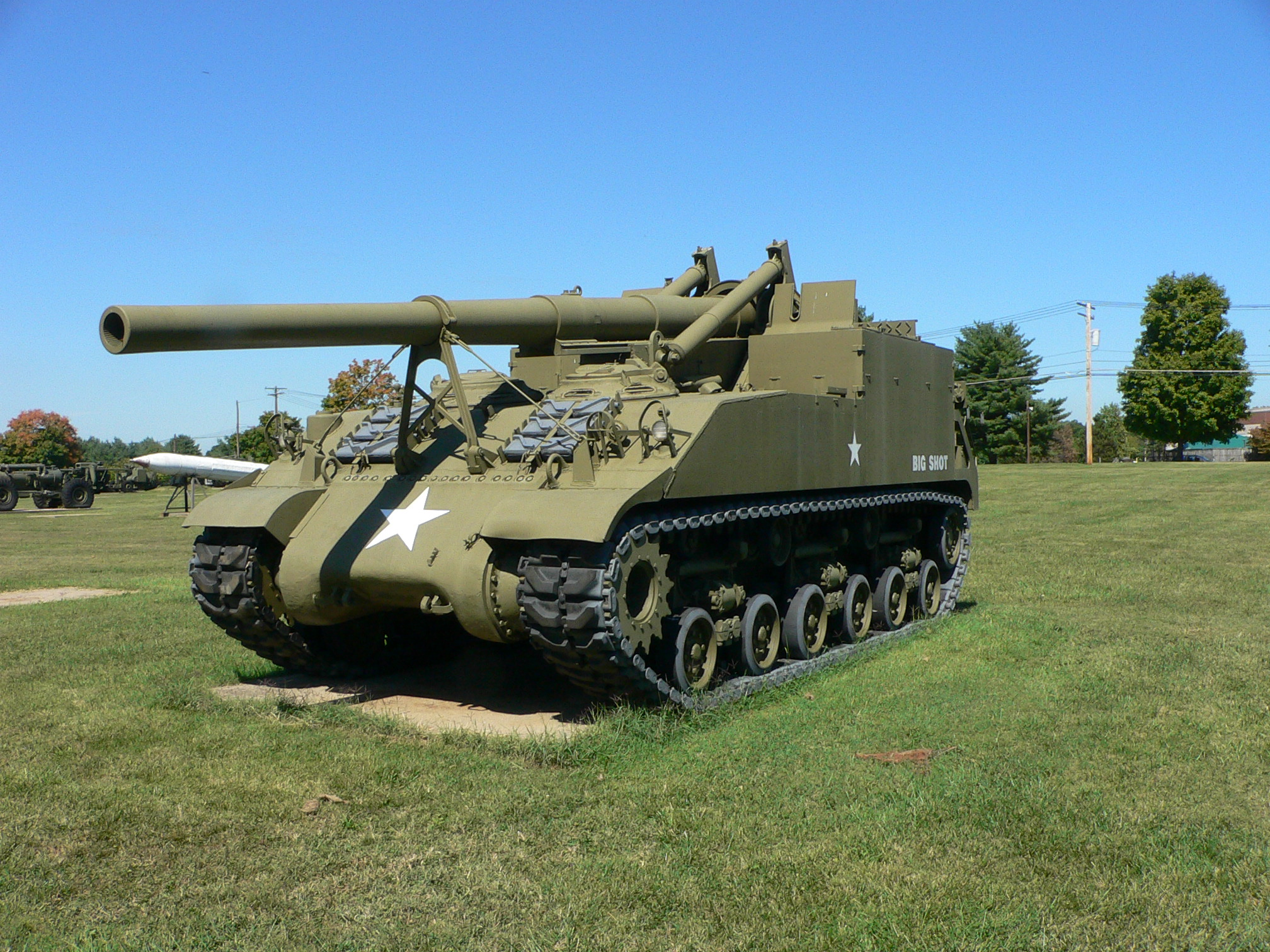
M40 в абердинском Артиллерийско-техническом музее.

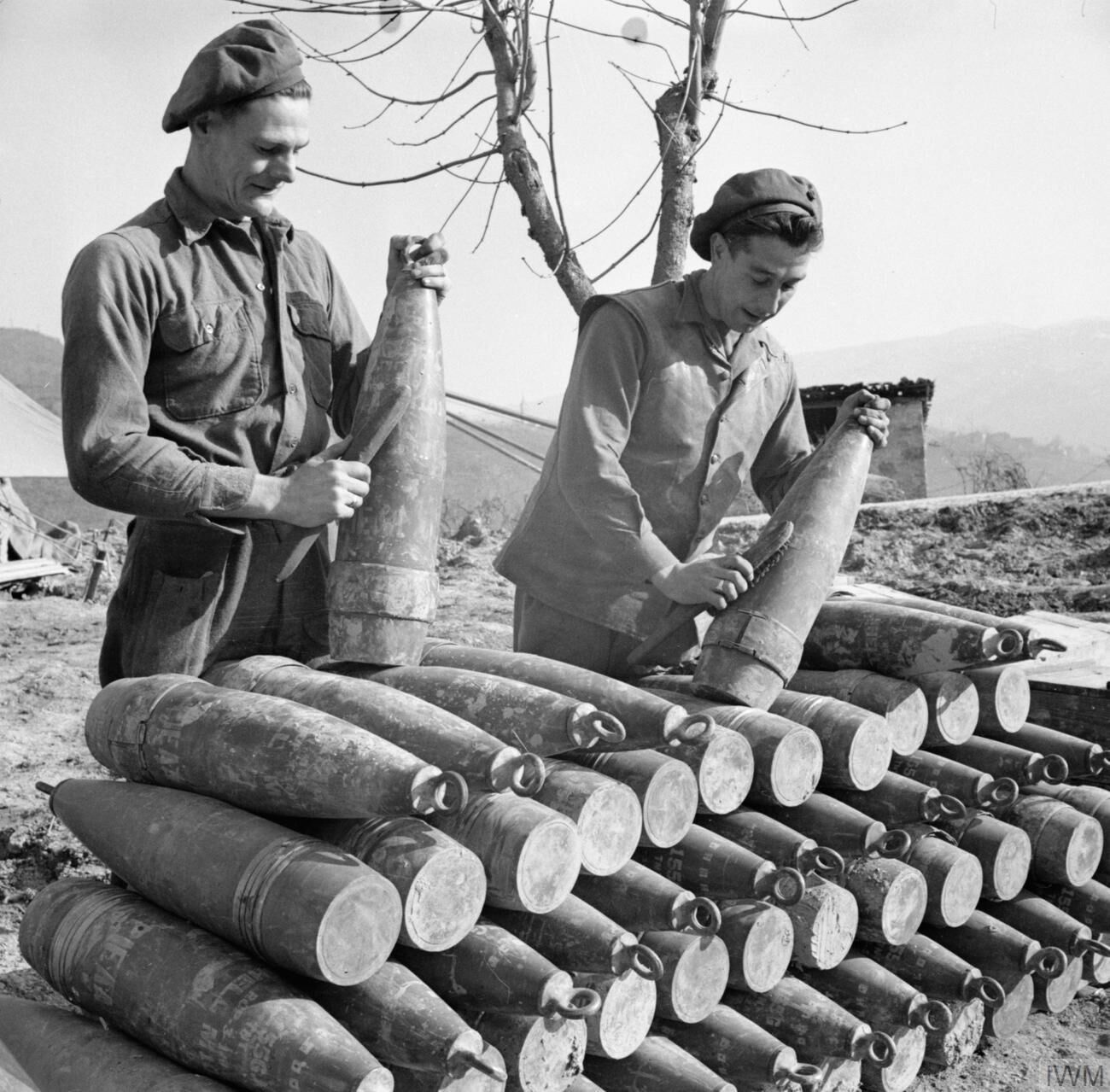
Британские артиллеристы производят очистку снарядов, Италия, февраль 1945.

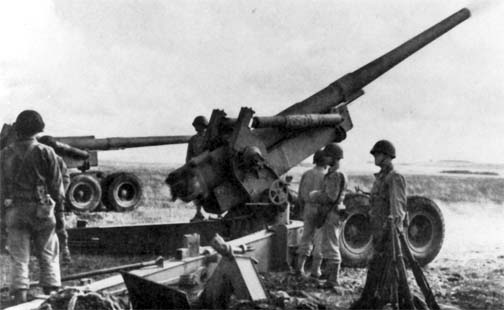
«Долговязый Том» на учениях в Англии.
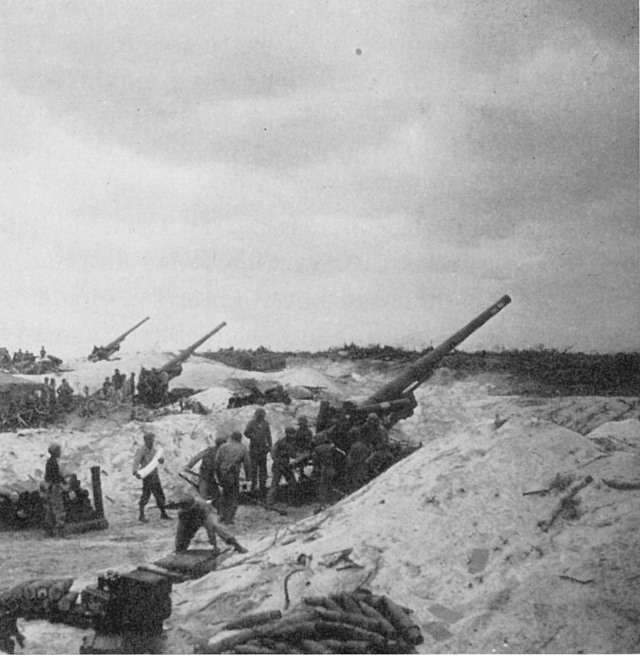
M2 во время Сражения за Окинаву.
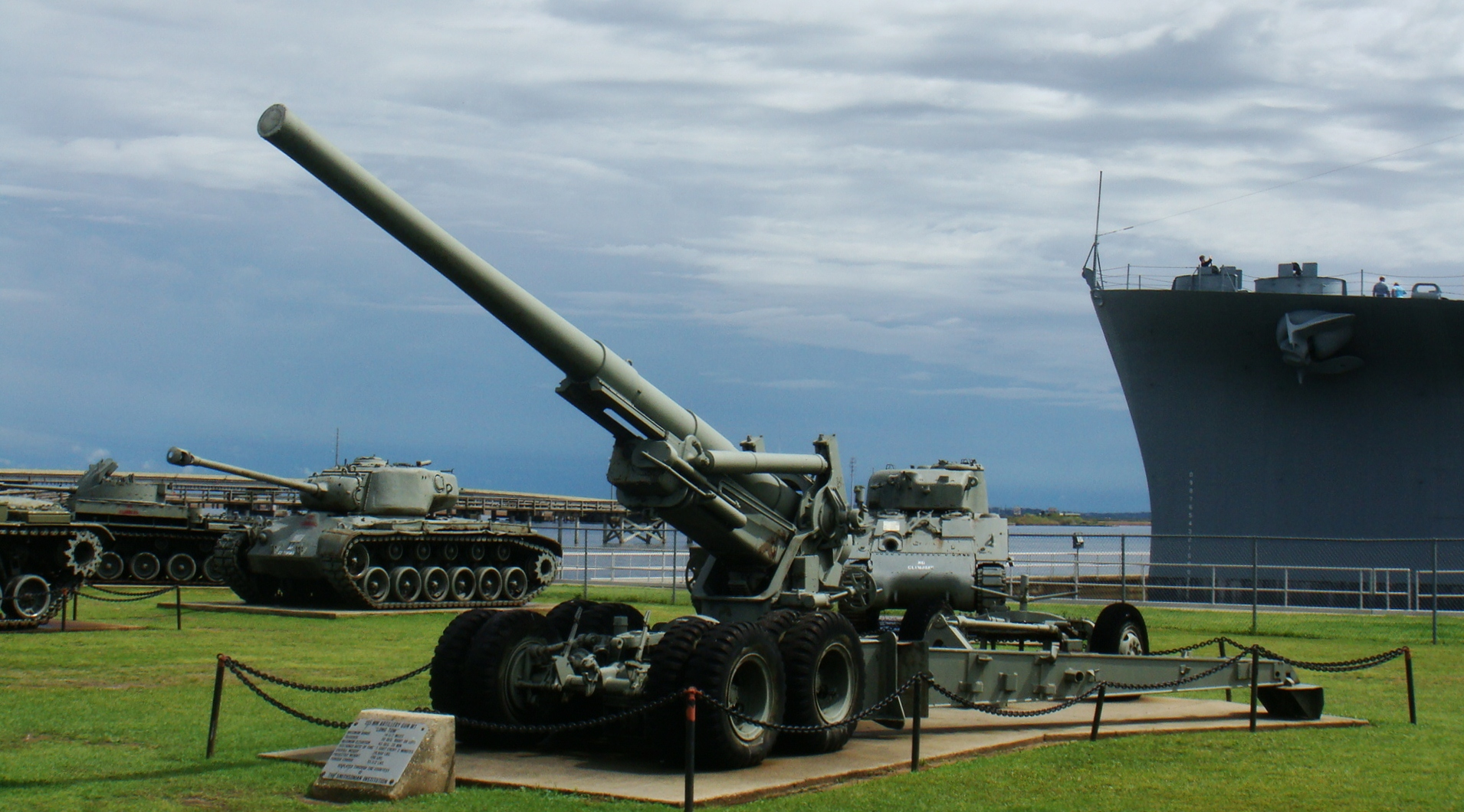
155-мм пушка M1 в музее линкора «Алабама» (Мобил, шт. Алабама).

Были выпущены следующие варианты орудия:
- M1920 — прототип.
- T4 — прототип.
- M1 (1938) — первая производственная серия (20 орудий).
- M1A1 (1941) — изменённая конструкция казенника.
  - M1A1E1 — прототип с хромированным каналом ствола.
  - M1A1E3 — прототип с жидкостным охлаждением.
- M2 (1945) — изменённая конструкция казенника.

Варианты лафета:
- T2 — прототип.
- M1 (1938).
- M1A1 — модифицированные лафеты T2.

Орудие устанавливалось на шасси танка M4 «Шерман» при помощи лафета М13. Получившаяся самоходка первоначально носила название 155mm Gun Motor Carriage T83, однако затем название было стандартизировано и заменено на 155 mm Gun Motor Carriage M40. Другая САУ, оснащённая данным орудием — 155mm Gun Motor Carriage T79, базировавшаяся на шасси экспериментального танка T23 — не была запущена в серийное производство.

## Боеприпасы
В боекомплект 155-мм орудия входили выстрелы раздельного картузного заряжания с фугасными, дымовым и химическим снарядами, аналогичные боекомплекту 155-мм гаубицы. Пороховой заряд имеет семь различных навесок. Основной метательный заряд в 9,25 кг нитроглицеринового пороха обеспечивает дальность стрельбы фугасным снарядом до 17 км.
Для ведения огня из орудия использовались заряды раздельного картузного заряжания. В пушку закладывался основной заряд массой 9,23 кг и дополнительный массой 4,69 кг. Приведённые ниже данные относятся к снарядам, оснащённым двойным зарядом.
| Характеристики снарядов 155-мм орудия M1/M2/М59. |          |         |                                          |                         |              |
| Тип                                              | Название | Вес, кг | Тип взрывчатого вещества                 | Начальная скорость, м/с | Дальность, м |
| APBC/HE                                          | AP M112  | 45,36   | Explosive D (дунит)                      | 837                     | 22,014       |
| HE                                               | HE M101  | 42,96   | ТНТ                                      | 853                     | 23,513       |
| Дымовой                                          | WP M104  | 44,53   | Белый фосфор (дымовой снаряд)            | 853                     | 23,720       |
| Дымовой                                          | FS M104  |         | Оксид серы(VI) в хлорсульфоновой кислоте | 853                     | 23,720       |
| Химический                                       | H M104   |         | Горчичный газ, 5,3 кг                    | 853                     | 23,720       |
| Болванка                                         | Mk I     |         | -                                        | -                       | -            |
| Болванка                                         | M7       | 43,09   | -                                        | -                       | -            |

| Пробивная способность (броня), мм* |       |       |
| Снаряд \ Дистанция, м | 457   | 914   |
| AP M112 (гомогенная броня под углом 30°) | 160   | 152   |
| AP M112 (поверхностно-закалённая броня под углом 30°) | 135   | 130   |
| Пробивная способность (бетон), мм |       |       |
| Снаряд \ Дистанция, м | 914   | 4572  |
| HE M101 (под углом 0°) | 2,011 | 1,402 |
| *Примечание: зачастую прямое сопоставление невозможно, так как в разных странах в разное время предпринимались различные эксперименты по определению пробивной способности орудия M1/M2/М59. |       |       |

Орудие могло использовать всю номенклатуру снарядов от M114, включая ядерные.

## Аналоги
- 152-мм пушка образца 1935 года (Бр-2)
- 15 cm Kanone 18

## Где можно увидеть
Россия — Музейный комплекс УГМК, г. Верхняя Пышма, Свердловская область − М2 образца 1944 г.